# 卡米
卡米（Khami）是非洲南部的一座已经不存在的城市，位于今天津巴布韦中西部地区，距北马塔贝莱兰省省会布拉瓦约西部约22千米。该地目前作为津巴布韦的一处国家遗址纪念地，并在1986年列入联合国教科文组织世界遗产，登录名称为卡米国家遗址纪念地。

## 历史
卡米于1450年－1650年期间扩张，并大约在1450年开始成为Torwa王朝的国都，持续了200多年。之后（惯用时间为1683年），城市被昌加米腊领导的反叛者征服。

## 登录基准
该世界遗产被认为满足世界遺產登錄基準中的以下基準而予以登錄：
- （iii）呈现有关现存或者已经消失的文化传统、文明的独特或稀有之证据。
- （iv）关于呈现人类历史重要阶段的建筑类型，或者建筑及技术的组合，或者景观上的卓越典范。